# 基隆神社
25°07′53″N 121°44′49″E / 25.131502°N 121.746819°E
基隆神社是日治時期位在臺灣臺北州基隆市義重町的神社。該神社原為1912年設立的「基隆金刀比羅神社」，後於1915年改為「基隆神社」，並在1936年社格升格為縣社，主祀能久親王、大國魂命、大己貴命、少彥名命、天照皇大神、大物主命與崇德天皇。其原址現為臺灣基隆市的基隆市忠烈祠及基隆中正公園。

## 歷史沿革

### 基隆金刀比羅社
基隆是臺灣日治時期最早設置日方行政機關的地區，且基隆港亦是日臺之間往來的重要港口，故基隆地區一直有相當數量的日本人居住，也將他們的宗教信仰帶入基隆，在基隆神社建立之前，當地已經有真宗本派、淨土宗、曹洞宗的布教所，田寮港的遊廓區也有末廣稻荷社與私人的神棚，但規模都不大，不足以充當鎮守地區之「產土型神社」。故後來在明治三十六年（1903年）即有日本商人明比實平與建築基隆發電所的技手小松甚太郎倡建神社，但似未成，直到明治四十三年（1910年）基隆日人才又籌建金刀比羅神社，一來是基於金刀比羅神社所供奉的是航海的守護神，可保佑來往基隆港之船隻及旅客，再來是希望基隆建立神社之後便不用遠至臺北的神社舉行儀式。神社選址於基隆港東側的山坡上（俗稱金刀比羅山），其為基隆市區改正計畫之公園預定地，且可遠望港口及市街，又可遠離塵囂，適合神社設立。
在木村泰治知道了此神社設立計畫後，介紹了台北的有力人士─荒井泰治、賀田金三郎、澤井市造以發起募款活動，募得了數千圓。同時，因當時預計興建神社的義重橋一帶有國有地，由基隆的村久太郎、佐藤一景向臺北廳長井村大吉申請借用。經公文往返多時後，神社的申請案到隔年（1911年）2月23日才通過，但臺北廳所借用的國有地有需要得收回時，地上建築物需要申請方自費拆除。基隆金刀比羅神社於明治四十三年（1910年）11月便舉行地鎮式（動土），隔年逐漸完成本殿與石階，而身為建社發起人之一的澤井市造則返回日本讚岐金刀比羅宮迎回分靈，暫置其臺北住所，明治四十五年（1912年）3月才將分靈安座於完工的本殿，金刀比羅神社神社的設計是經過土木工程師川上浩二郎的修改藍圖而成。

### 基隆神社
基隆金刀比羅神社鎮座式不久，該神社決定改為「基隆神社」，其原因據當時的《臺灣日日新報》報導乃是為了籌湊神社的建設經費，實際上舉行鎮座式時因經費不足，所以拜殿、社務所等建築都沒有蓋，而當時因為基隆公會堂也在募集經費，使得神社的籌款更加困難，而改用「基隆神社」的名義，便更有向全基隆居民募款的理由。1913年11月，神社拜殿完工；同年12月，為了更改社號而新增奉祀的祭神─天照大神、能久親王及開拓三神，並向總督府申請改稱為基隆神社。更名申請於大正三年（1914年）4月時通過，之後該神社繼續興建工程，但1914年9月時曾因為暴風雨導致拜殿傾倒及本殿受損，於是決定修復本殿、重建拜殿、新建手水舍及神職宿舍，整體工程於大正四年（1915年）10月完工，11月7日，舉行臺灣神社分靈鎮座式，神社正式改稱為基隆神社。基隆神社大鳥居係由後宮信太郎及顏國年捐獻。
基隆神社的例祭日原與臺灣神社同在10月28日，後自1917年改為1895年北白川宮能久親王進入基隆的6月3日。另外在1920年到1924年期間，基隆慶安宮等傳統廟宇曾被半強迫地將繞境活動與基隆神社的例祭辦在同一天。

### 升格為縣社

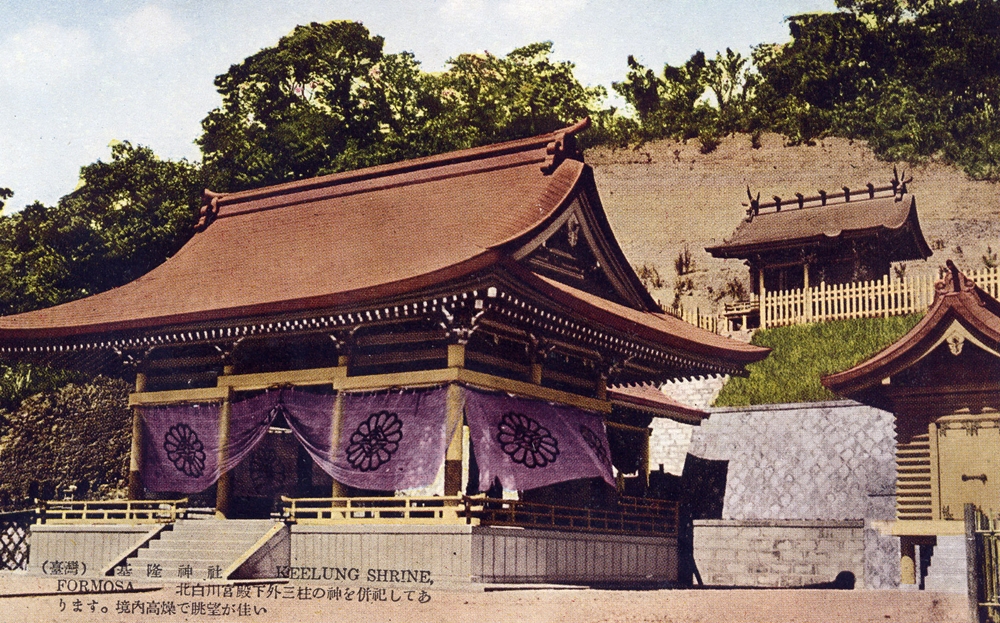
基隆神社本殿，攝於1937年。

剛開始基隆神社並非縣社，於是當地日人一直積極募款計劃讓基隆神社昇格，於大正十三年（1924年）組成「基隆神社奉贊會」，但成效不佳，三年來只募到5千多圓。該會後因基隆神社遭受蟻害需要整修，而於昭和二年（1927年）年改為「基隆神社造營奉贊會」，之後在兩個月內向當地日人、銀行會社與政府機關募款到3萬多圓，但離目標7萬圓仍有段距離。基隆神社改建第一期工程於1931年進行，包含鳥居、參道及石燈籠的改建，但因募款不順，三年來只募到5千多圓，故於1932年6月將神社營建相關的事務委由基隆市役所並重新開始募款，直到1933年12月募款完畢，但最後經費的問題是向臺北州借款一萬圓來解決。於1934年1月，神殿、幣殿及拜殿的工程動工，並於同年5月31日竣工，社務所、祭器庫、手水舍則至同年中才完工。
基隆市役所於基隆神社完工後的隔年（1935年）基隆市役所提出升格申請，之後於昭和十一年（1936年）3月25日時列為縣社。

### 戰後發展
二次大戰後，原基隆神社改作為基隆忠烈祠使用，而神社建築於民國五十八年（1969年）被拆除改建為現今中國北方宮殿樣式之忠烈祠。神社之大鳥居則改建為現今中正公園之牌樓，仍可見部分神社之石燈籠、狛犬及參道。

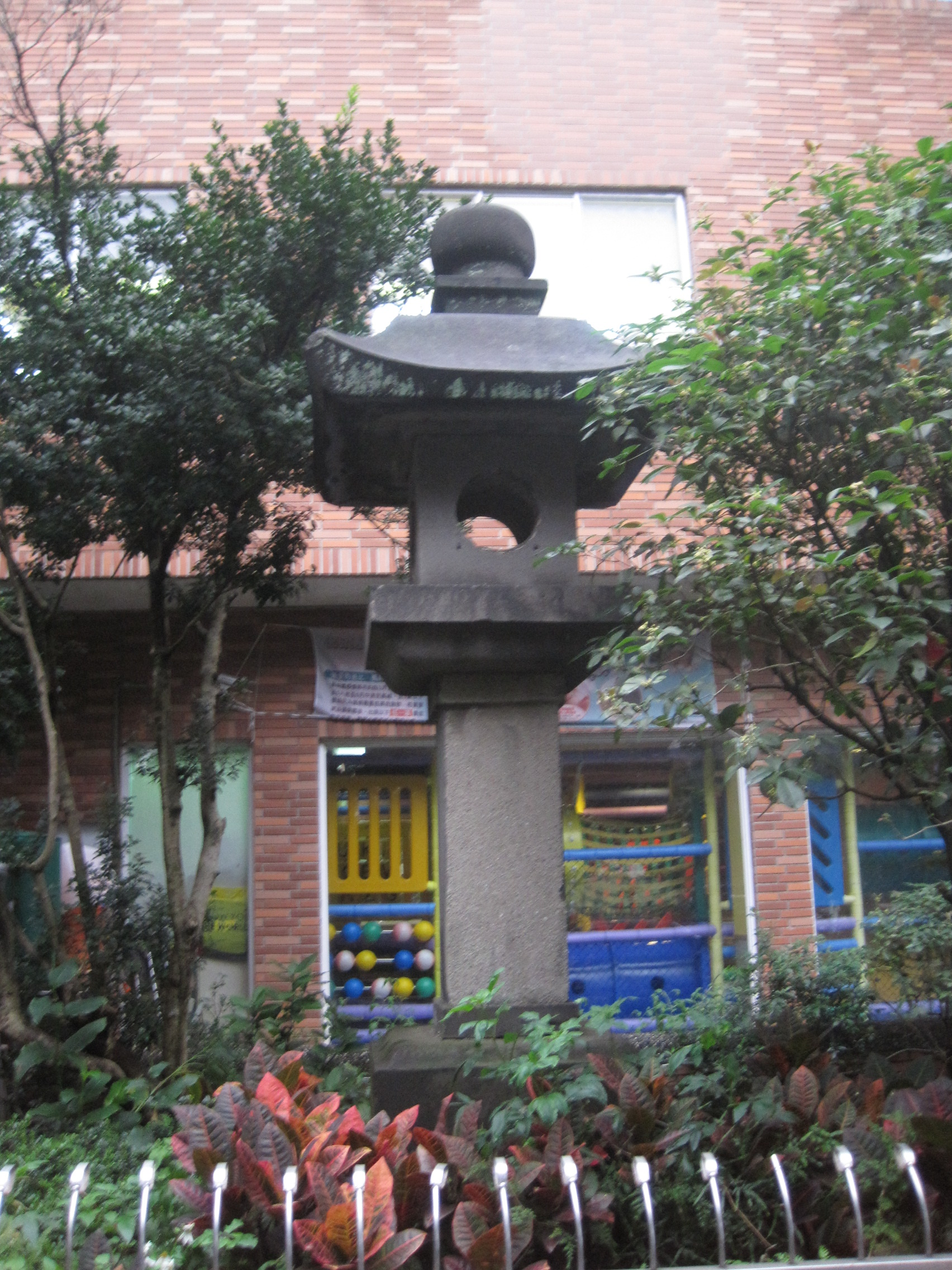
基隆神社石燈籠
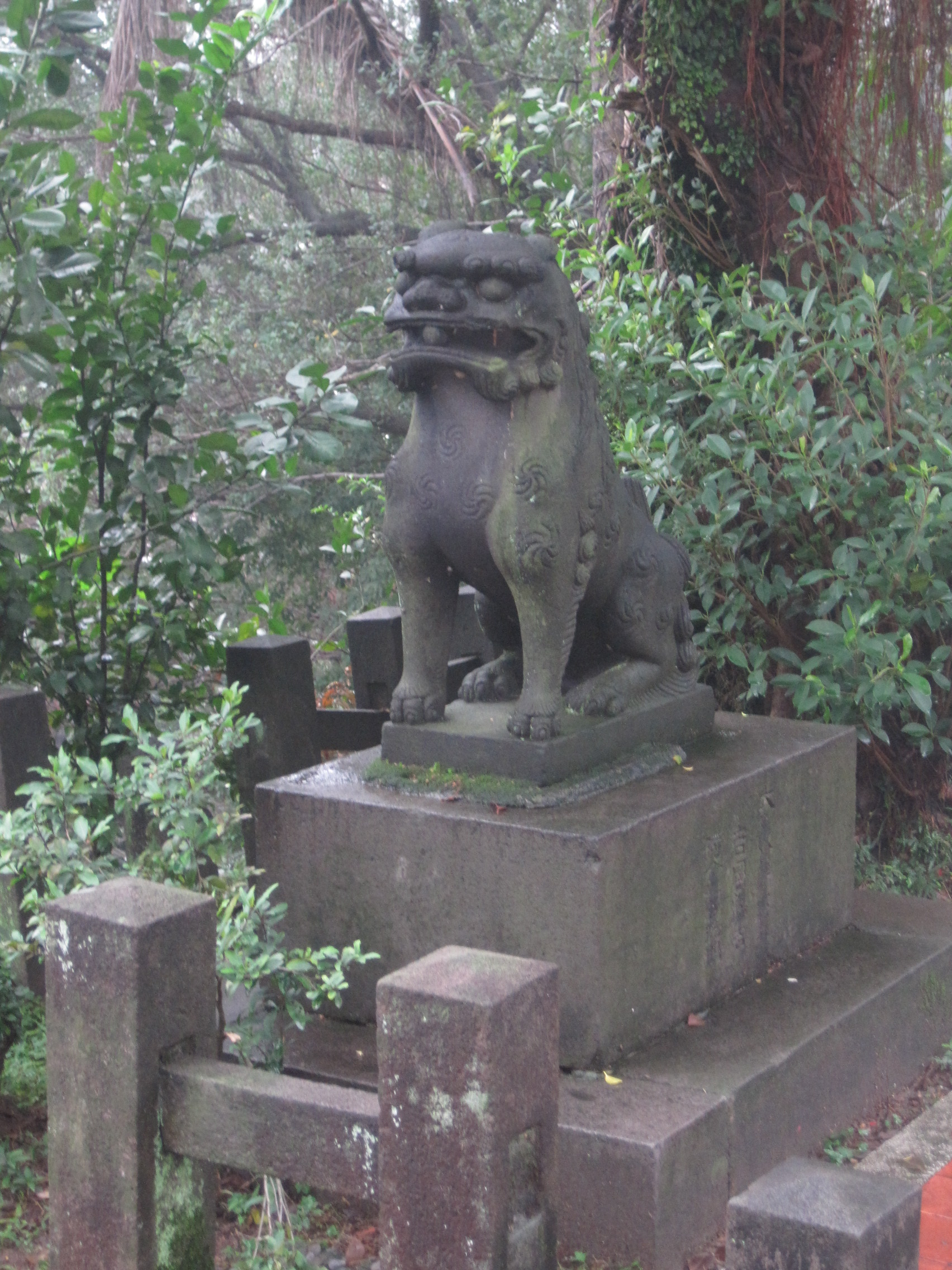
基隆神社阿形狛犬
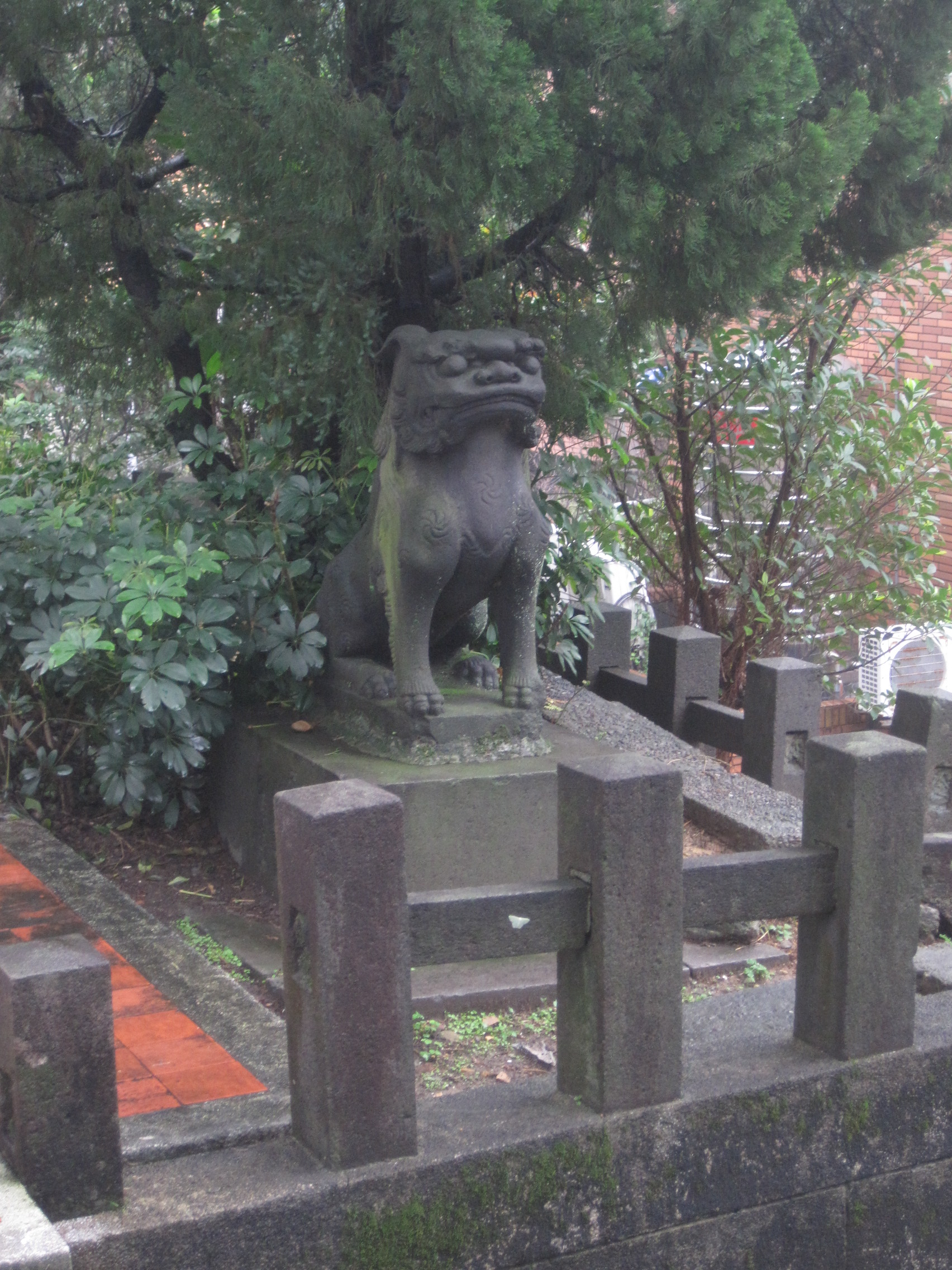
基隆神社吽形狛犬
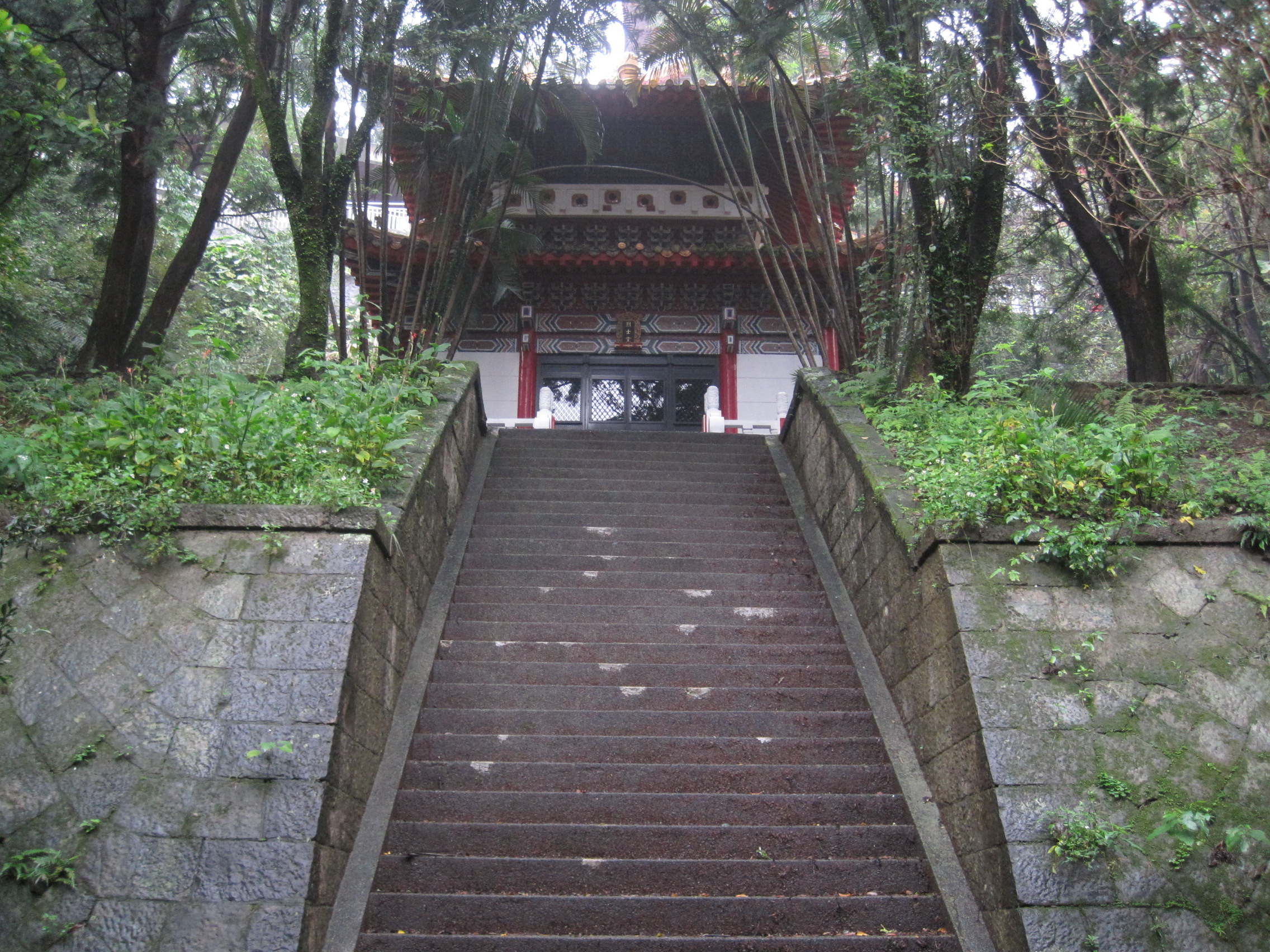
基隆忠烈祠烈士堂，過去是基隆神社的本殿
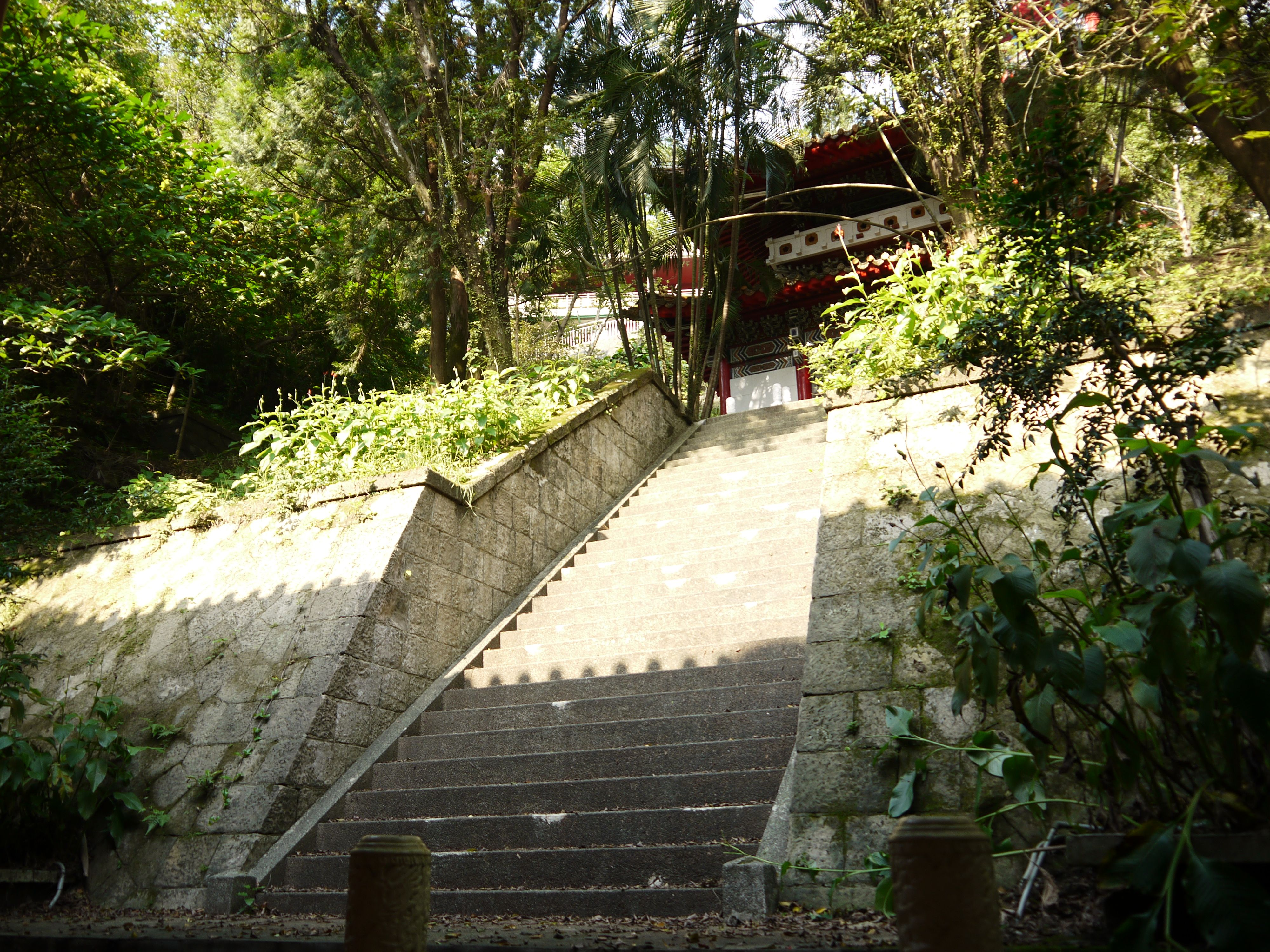
舊基隆神社本殿
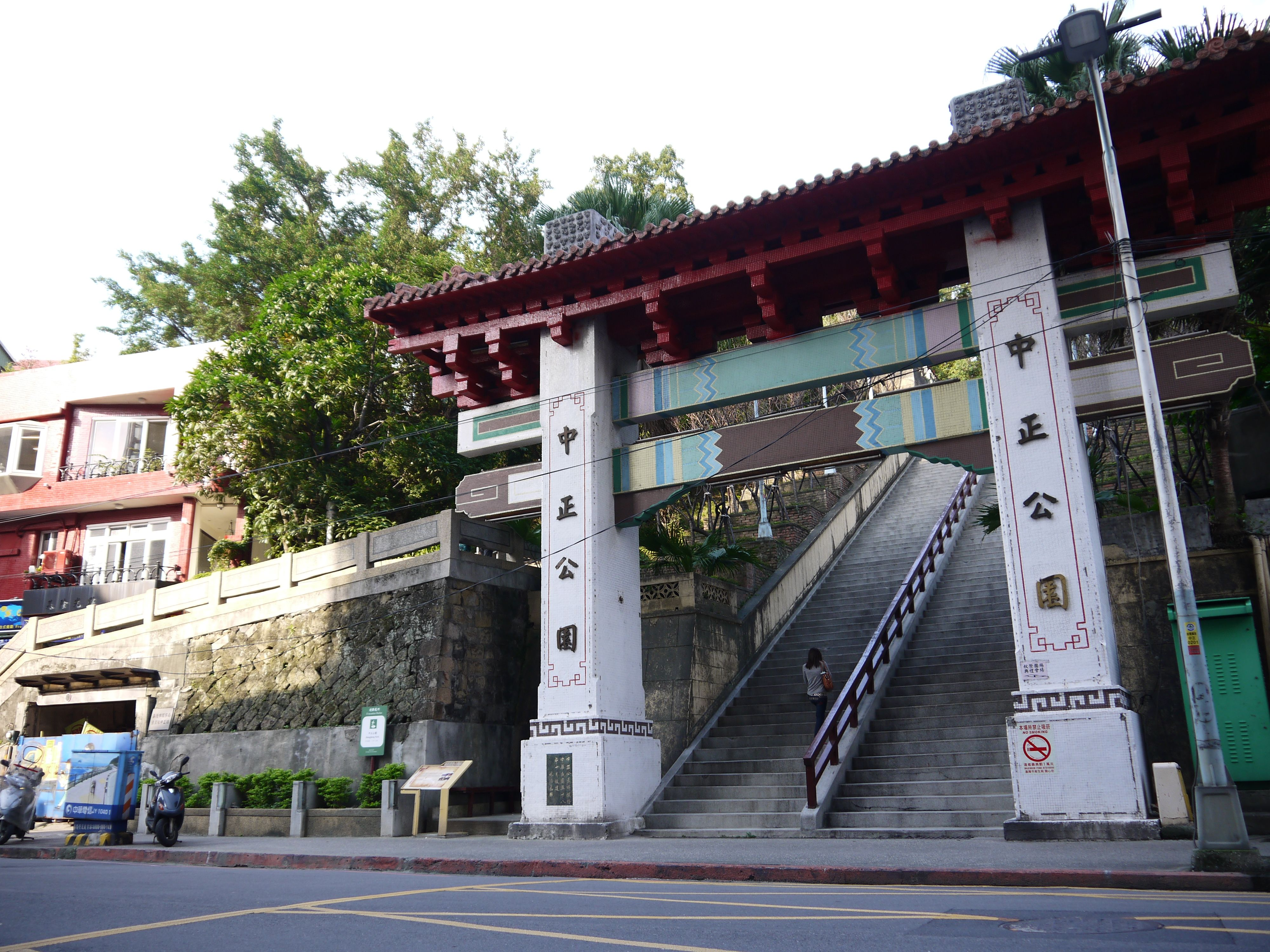
基隆市中正公園牌樓（舊基隆神社入口）
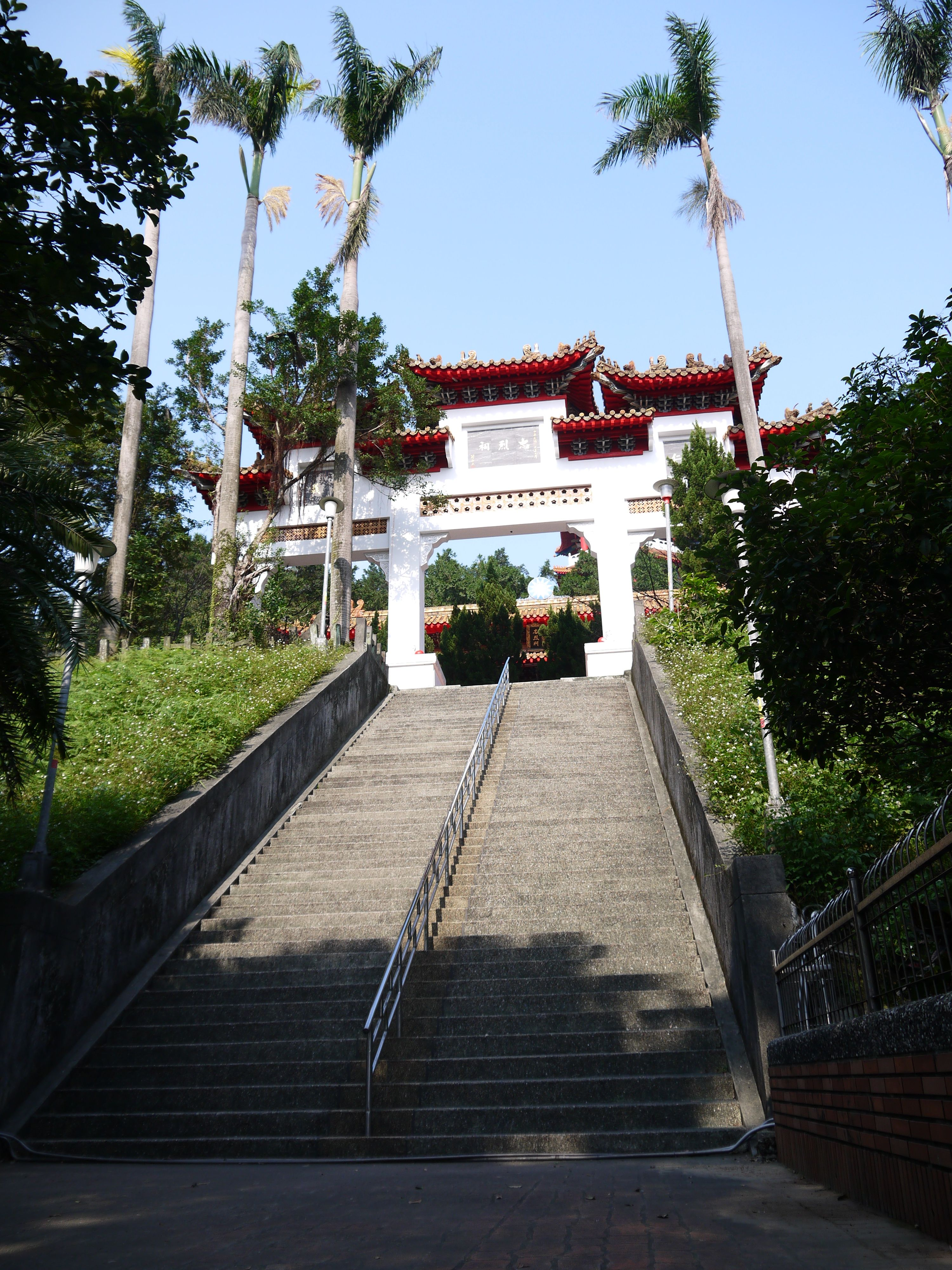
基隆忠烈祠

## 戰利砲

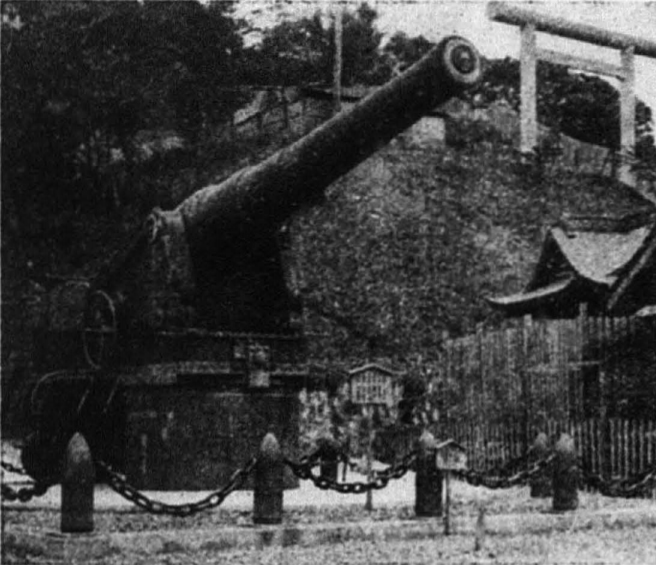
擺放在基隆神社前之加農砲

基隆神社大鳥居前方西側設有一座加農砲，此砲之設置係因基隆憲兵分隊長膳英雄為了期望基隆神社的建設能順利進展，在與基隆市尹桑原政夫討論後向本島人勸說募款（張進文、顏窗吟、葉水騫、吳梓生、顏國年、楊萬賜、黃仁祥、王塗盛、楊大輝、雲元鐵工所、劉猛仔、簡秋金、蘇先致、許梓桑皆各捐獻100圓，帝國在鄉軍人會基隆分會捐獻1,330圓），再向軍方交涉後買下，後由帝國在鄉軍人會基隆分會於1932年9月13日進獻予基隆神社，並在同年12月16日完成設置。此砲曾放在臺灣南部的海岸，加農砲口徑8吋、砲長28口徑，重28噸，射程約一萬公尺。此砲現放置在基隆市役政公園內。

## 田總督命名紀念碑
基隆神社設有一田總督命名紀念碑，於昭和11年（1936年）所設立，石碑材質應為石英安山岩，並刻有臺北州知事今川淵所提碑文：正面「山  大正八年 田總督命名」及側面「昭和十一年六月 今川臺北州知事書」。
石碑於2020年，忠烈祠一帶山地發現。碑體上方斷裂，原本正面碑文應為「觀瀾山 大正八年 田總督命名」，屬於山號碑。觀瀾山的命名，可回溯至1920年6月2日《臺灣日日新報》〈基隆山頂の總督　全市を俯瞰しつつ　說明を聽取す〉，內文即提及到請田健治郎總督紀念命名一事。此外於《田健治郎日記》1920年5月31日之內文「辭而歷巡港務所及基隆支廳，遂一拜基隆神社而登其後山。眺望闊大，基隆港之大勢，入於一望之中。山未有名，依求命名觀瀾山。」亦可得知。
不過事件與碑文內容相差一年，推測命名並非當下之事，所以才會有此狀況。目前石碑藏收於基隆市文化局，並為列冊追蹤文物。

## 參拜人數
| 年份   | 內地人 | 本島人 | 合計   |
| ------ | ------ | ------ | ------ |
| 1931年 | 61,700 | 9,200  | 70,900 |
| 1932年 | 55,600 | 8,300  | 63,900 |
| 1933年 | 72,500 | 10,800 | 83,300 |

## 神職人員
| 職位      | 姓名         | 任期                           | 備註                   |
| --------- | ------------ | ------------------------------ | ---------------------- |
| 社掌      | 和田千代次郎 | 1913年11月7日至1914年7月31日   | 兼任臺北稻荷神社社掌   |
| 社掌      | 栗本藤次郎   | 1913年8月1日至1929年11月15日   |                        |
| 社掌      | 杉田希仙     | 1929年11月16日至1933年10月20日 |                        |
| 社掌/社司 | 原友次       | 1933年10月21日至1936年6月      | 基隆神社於任內升為縣社 |
| 社掌/社司 | 海江田勇袈裟 | 1936年6月至1945年              |                        |

## 祭日
- 1月1日：歲旦祭
- 1月3日：元始祭
- 2月11日：紀元節祭
- 2月17日：祈年祭
- 3月春分：春祭皇靈遙拜
- 4月3日：神武天皇遙拜祭
- 4月29日：天長節祭（時任昭和天皇生日）
- 6月2日：例祭宵祭
- 6月3日：例祭（北白川宮能久親王入基隆之日）
- 6月17日：始政記念祭
- 6月30日：大祓
- 7月3日：御神幸祭
- 9月秋分：秋季皇靈遙拜
- 10月10日：琴平祭
- 10月17日：神嘗祭
- 10月28日：臺灣祭（北白川宮能久親王祭日）
- 11月3日：明治節祭（明治天皇生日）
- 11月23日：新嘗祭
- 12月25日：大正天皇遙拜祭
- 12月31日：大祓[2]